# Aristolochia guichardii
Aristolochia guichardii är en piprankeväxtart som beskrevs av P. H. Davis & Khan. Aristolochia guichardii ingår i släktet piprankor, och familjen piprankeväxter. Inga underarter finns listade i Catalogue of Life.